# Bob Hoskins
Robert William Hoskins, detto Bob (Bury St Edmunds, 26 ottobre 1942 – Londra, 29 aprile 2014), è stato un attore britannico.
Nel corso della sua carriera ha vinto un Golden Globe, un BAFTA e il premio per la miglior interpretazione maschile al Festival di Cannes per il suo ruolo in Mona Lisa (1986).
Altri suoi ruoli celebri includono il boss londinese Harold Shand in Quel lungo venerdì santo (1980), il detective Eddie Valiant in Chi ha incastrato Roger Rabbit (1988), Spugna in Hook - Capitan Uncino (1991) e Mario nel film Super Mario Bros. (1993).

## Biografia

### Origini
Hoskins nacque a Bury St. Edmunds, nel Suffolk, il 26 ottobre 1942, figlio di un contabile e di una cuoca e insegnante d'asilo. Una delle nonne di Hoskins era di etnia romanichals. All'età di due anni si stabilì con i genitori a Londra, alloggiandosi nel distretto di Finsbury Park, dove crebbe. Frequentò la Stroud Green Secondary School, dove però non ebbe vita facile con lo studio e dalla quale venne ben presto bollato come "stupido" a causa della sua dislessia; abbandonò infine gli studi all'età di 15 anni, ritirandosi con un O-Level.
Non desiderando proseguire il percorso scolastico, Hoskins si mantenne con lavori saltuari prima di approdare alla recitazione, quali il facchino, il camionista, il pulitore di vetri, l'assistente idraulico e il pompiere, fino a quando non si imbarcò nella marina mercantile norvegese. Nel frattempo frequentò un corso triennale di ragioneria, che però non portò mai a termine. Trascorse pure un periodo di volontariato in un kibbutz per circa sei mesi, finché lo scoppio della guerra dei sei giorni non lo costrinse a lasciare Israele, a seguito di cui s'impiegò per un paio d'anni come balia dei cammelli di una tribù di beduini in Siria.

### Carriera
All'età di 25 anni fu scelto per una piccola parte in una produzione teatrale. Durante il corso di perfezionamento, un agente gli consigliò di continuare la strada della recitazione e gli organizzò diversi provini. Iniziò così a calcare le scene dapprima come sostituto e, in seguito, come attore a tutti gli effetti, recitando in teatri come il London's Royal Court e il National Theatre, entrando poi a far parte della Royal Shakespeare Company. Iniziò la carriera cinematografica con una piccola parte nel film Al fronte nel 1972 e, tre anni dopo, ricoprì il suo primo ruolo da protagonista nel film Il pornografo, affiancando un giovane Richard Dreyfuss. Ma è nel 1980 che Hoskins, con la brillante interpretazione del gangster londinese Harold Shand in Quel lungo venerdì santo, catturò l'attenzione della critica. Dopo aver interpretato il manager del protagonista nel film Pink Floyd - The Wall (1982), vestì i panni di George, un ex-galeotto riciclatosi autista al servizio di Simone, una prostituta nera d'alto bordo, di cui ben presto si infatuerà, nella pellicola di Neil Jordan Mona Lisa (1986). Grazie a questa interpretazione vinse il Golden Globe, il BAFTA e il premio per la miglior interpretazione maschile al Festival di Cannes, oltre a conseguire una candidatura per il Premio Oscar al miglior attore protagonista. Fu contattato all'ultimo come sostituto per il film Gli intoccabili qualora Robert De Niro avesse deciso di non interpretare Al Capone. Quando De Niro accettò la parte, il regista Brian De Palma gli spedì un assegno di 200 000 dollari con l'appunto "Thank You", a cui Hoskins rispose immediatamente, scrivendo al regista che avrebbe potuto sempre chiamarlo per i film in cui la sua presenza non era desiderata.
La notorietà internazionale arrivò soltanto nel 1988, grazie al ruolo dell'investigatore privato Eddie Valiant nel film in tecnica mista Chi ha incastrato Roger Rabbit di Robert Zemeckis, in cui recitava accanto a diversi protagonisti del mondo dell'animazione. Capace di destreggiarsi egregiamente sia in ruoli drammatici e duri "da gangster" sia in ruoli comici, prese parte a diverse pellicole quali Cotton Club di Francis Ford Coppola (1984), Brazil di Terry Gilliam (1985), Un fantasma per amico (1990), dove divise la scena con Denzel Washington, Sirene (1990), al fianco di Cher e Winona Ryder, Hook - Capitan Uncino (1991), al fianco di Robin Williams, Dustin Hoffman e Julia Roberts, Il viaggio di Felicia (1999) di Atom Egoyan, Piccolo dizionario amoroso (2002), Beyond the Sea (2004) di e con Kevin Spacey, La fiera della vanità di Mira Nair (2004), Lady Henderson presenta (2005), per il quale ottenne la candidatura al Golden Globe come miglior attore non protagonista, e Go Go Tales (2007), di Abel Ferrara.
Impersonò Lavrentij Pavlovič Berija ne Il proiezionista (1991) del regista russo Andrej Končalovskij, J. Edgar Hoover nel film Gli intrighi del potere di Oliver Stone (1995), Nikita Sergeevič Chruščёv ne Il nemico alle porte di Jean-Jacques Annaud (2001) e il professor Challenger nella miniserie TV Il mondo perduto (2001).
Nel 1995 si cimentò per la prima volta nel doppiaggio con il film d'animazione Balto, ricoprendo il ruolo dell'oca russa Boris. Nel film Ventiquattrosette (1997) interpretò Alan Darcy, un ex-pugile che, con l'intento di allontanare dalla microcriminalità i giovani di una piccola cittadina inglese nell'era della Thatcher, apre un piccolo centro di boxe, ruolo che gli valse l'European Film Awards per il miglior attore. Nel 2005 viene candidato al Razzie Awards al peggior attore non protagonista per la sua interpretazione di Odino in The Mask 2.
Nel 2006 prestò la propria voce al cane Winston nel film Garfield 2 e, nello stesso anno, partecipò al film Hollywoodland, nel ruolo del cinico produttore hollywoodiano Eddie Mannix. Nel 2009 tornò a lavorare con Robert Zemeckis, prendendo parte al film d'animazione - girato in motion-capture - A Christmas Carol, con Jim Carrey, Gary Oldman e Colin Firth.
Attivo anche in televisione, Hoskins ha preso parte ad alcune fiction italiane di successo come Il papa buono, dove interpretava Papa Giovanni XXIII, Io e il duce, nel quale veste i panni di Benito Mussolini, e Pinocchio di Alberto Sironi, nel quale ricopre il ruolo di Geppetto.
La sua ultima interpretazione risale al 2012 nel film Biancaneve e il cacciatore, dove interpreta Muir, uno dei sette nani.

### Morte
Il 9 agosto 2012 Bob Hoskins annunciò ufficialmente il suo ritiro dal mondo dello spettacolo dopo aver scoperto, l'anno precedente, di essere affetto dalla malattia di Parkinson.
Sulla sua esperienza nell'affrontare la patologia, l'agente dell'attore affermò:
Il 29 aprile 2014 Hoskins morì a Londra, all'età di 71 anni, a causa di una polmonite.
Il regista Robert Zemeckis, che lo aveva diretto in Chi ha incastrato Roger Rabbit, dichiarò che Hoskins aveva portato gioia al pubblico di tutto il mondo. Tra gli attori che gli resero omaggio al suo funerale ci furono Stephen Fry, Samuel L. Jackson, e Helen Mirren. Quest'ultima, nell'occasione, disse: "A Londra mancherà uno dei suoi migliori e più affettuosi figli".

## Vita privata
Come già suo padre, Bob Hoskins era comunista e ateo. Cionondimeno, nel 1967, all'età di 25 anni, prestò volontariato in Israele in un kibbutz e altresì dichiarò di aver sempre votato per il Partito Laburista britannico; tuttavia, dopo l'affermazione del blairismo, disse che per la prima volta non lo avrebbe più fatto. Infatti, quando gli fu chiesto chi fosse la persona che egli disprezzava di più, rispose Tony Blair, dicendo che "ha fatto ancora più danni della Thatcher". Ironizzò sulla sua somiglianza con l'attore Danny DeVito, affermando scherzosamente che l'avrebbe interpretato in un film sulla sua vita.
Si sposò due volte: prima nel 1967 con Jane Livesey, da cui divorziò nel 1978 e da cui ebbe due figli: Alex (1968) e Sarah (1972); poi dal 1982 fino alla morte con Linda Banwell, da cui ebbe altri due figli: Rosa (1983) e Jack (1986).

## Filmografia

### Attore

#### Cinema
- Al fronte (Up the Front), regia di Bob Kellett (1972)
- The National Health, regia di Jack Gold (1973)
- Il pornografo (Inserts), regia di John Byrum (1974)
- L'eroico fifone (Royal Flash), regia di Richard Lester (1975)
- Zulu Dawn, regia di Douglas Hickox (1979)
- Quel lungo venerdì santo (The Long Good Friday), regia di John Mackenzie (1980)
- Pink Floyd - The Wall, regia di Alan Parker (1982)
- Il console onorario (Beyond the Limit), regia di John Mackenzie (1983)
- Lassiter lo scassinatore (Lassiter), regia di Roger Young (1984)
- Cotton Club, regia di Francis Ford Coppola (1984)
- Brazil, regia di Terry Gilliam (1985)
- Sweet Liberty - La dolce indipendenza (Sweet Liberty), regia di Alan Alda (1986)
- Mona Lisa, regia di Neil Jordan (1986)
- Una preghiera per morire (A Prayer for the Dying), regia di Mike Hodges (1987)
- La segreta passione di Judith Hearne (The Lonely Passion of Judith Hearne), regia di Jack Clayton (1987)
- Chi ha incastrato Roger Rabbit (Who Framed Roger Rabbit), regia di Robert Zemeckis (1988)
- La vita maestra (The Raggedy Rawney), regia di Bob Hoskins (1988)
- Un fantasma per amico (Heart Condition), regia di James D. Parriott (1990)
- Sirene (Mermaids), regia di Richard Benjamin (1990)
- Prova schiacciante (Shattered), regia di Wolfgang Petersen (1991)
- Un pesce di colore rosa (The Favour, the Watch, and the Very Big Fish), regia di Ben Lewin (1991)
- Hook - Capitan Uncino (Hook), regia di Steven Spielberg (1991)
- Il proiezionista (The Inner Circle), regia di Andrei Konchalovsky (1991)
- Saluti dal caro estinto (Passed Away), regia di Charlie Peters (1992)
- Ghiaccio blu (Blue Ice), regia di Russell Mulcahy (1993)
- Super Mario Bros., regia di Annabel Jankel e Rocky Morton (1993)
- Rainbow - Il mondo segreto dei colori (Rainbow) (1995)
- Gli intrighi del potere (Nixon), regia di Oliver Stone (1995)
- L'agente segreto (The Secret Agent), regia di Christopher Hampton (1996)
- Michael, regia di Nora Ephron (1996)
- Ventiquattrosette (Twentyfourseven), regia di Shane Meadows (1997)
- Spice Girls - Il film (Spice World), regia di Bob Spiers (1997)
- La cugina Bette (Cousin Bette), regia di Des McAnuff (1998)
- Il viaggio di Felicia (Felicia's Journey), regia di Atom Egoyan (1999)
- Captain Jack, regia di Robert Young (1999)
- Live Virgin (American Virgin), regia di Jean-Pierre Marois (1999)
- A Room for Romeo Brass (A Room for Romeo Brass), regia di Shane Meadows (1999)
- White River Kid (The White River Kid), regia di Arne Glimcher (1999)
- Il nemico alle porte (Enemy at the Gates), regia di Jean-Jacques Annaud (2001)
- L'ultimo bicchiere (Last Orders), regia di Fred Schepisi (2001)
- Where Eskimos Live, regia di Tomasz Wiszniewski (2002)
- Un amore a 5 stelle (Maid in Manhattan), regia di Wayne Wang (2002)
- Piccolo dizionario amoroso (The Sleeping Dictionary), regia di Guy Jenkin (2002)
- Sotto massima copertura - Den of Lions (Den of Lions), regia di James Bruce (2003)
- La fiera della vanità (Vanity Fair), regia di Mira Nair (2004)
- Beyond the Sea, regia di Kevin Spacey (2004)
- Danny the Dog, regia di Louis Leterrier (2005)
- The Mask 2 (Son of the Mask), regia di Lawrence Guterman (2005)
- Lady Henderson presenta (Mrs. Henderson Presents), regia di Stephen Frears (2005)
- Stay - Nel labirinto della mente (Stay), regia di Marc Forster (2005)
- Paris, je t'aime, regia di Richard LaGravenese - episodio "Pigalle" (2006)
- Hollywoodland, regia di Allen Coulter (2006)
- Sparkle, regia di Tom Hunsinger e Neil Hunter (2007)
- Outlaw, regia di Nick Love (2007)
- Go Go Tales, regia di Abel Ferrara (2007)
- Ruby Blue, regia di Jan Dunn (2007)
- Doomsday - Il giorno del giudizio, regia di Neil Marshall (2008)
- A Christmas Carol, regia di Robert Zemeckis (2009)[23]
- We Want Sex (Made in Dagenham), regia di Nigel Cole (2010)
- Will, regia di Ellen Perry (2011)
- Outside Bet, regia di Sacha Bennett (2012)
- Biancaneve e il cacciatore (Snow White & the Huntsman), regia di Rupert Sanders (2012)

#### Televisione
- Le canaglie (Villains) – serie TV (1972)
- Pennies dal cielo (Pennies From Heaven) – miniserie TV (1978)
- Flickers – miniserie TV (1980)
- Othello – film TV (1981)
- L'opera del mendicante (The Beggar's Opera), regia di Jonathan Miller – film TV (1984)
- The Dunera Boys – film TV (1985)
- Io e il duce, regia di Alberto Negrin – film TV (1985)
- World War II: When Lions Roared – film TV (1994)
- David Copperfield, regia di Simon Curtis – film TV (1999)
- Noriega, prediletto da Dio (Noriega: God's Favorite), regia di Roger Spottiswoode – film TV (2000)
- Don Chisciotte (Don Quixote), regia di Peter Yates – film TV (2000)
- Il mondo perduto (The Lost World), regia di Stuart Orme – film TV (2001)
- Il papa buono, regia di Ricky Tognazzi – film TV (2003)
- Pinocchio, regia di Alberto Sironi – miniserie TV (2009)
- Neverland - La vera storia di Peter Pan – miniserie TV, 2 episodi (2011)

### Doppiatore
- Balto, regia di Simon Wells (1995)
- Teddy & Annie - I giocattoli dimenticati (The Forgotten Toys), regia di Graham Ralph – cortometraggio (1996)
- Teddy & Annie - I giocattoli dimenticati – serie TV, 26 episodi (1997-1998)
- Garfield 2 (Garfield: A Tail of Two Kitties), regia di Tim Hill (2006)

### Regista
- La vita maestra (The Raggedy Rawney) (1988)
- Rainbow - Il mondo segreto dei colori (Rainbow) (1996)
- Tube Tales – film TV, episodio "My Father the Liar" (1999)

### Produttore esecutivo
- L'agente segreto (The Secret Agent), regia di Christopher Hampton (1996)
- Lady Henderson presenta (Mrs. Henderson Presents), regia di Stephen Frears (2005)

### Videoclip musicali
- Paul Hardcastle - Just For Money (1985)
- Jamie T - Sheila (2007)

## Riconoscimenti
- Premio Oscar
  - 1987 – Candidatura al migliore attore per Mona Lisa

- Golden Globe
  - 1987 – Miglior attore in un film drammatico per Mona Lisa
  - 1989 – Candidatura al miglior attore in un film commedia o musicale per Chi ha incastrato Roger Rabbit

- BAFTA
  - 1987 – Miglior attore protagonista per Mona Lisa

## Doppiatori italiani
Nelle versioni in italiano delle opere in cui ha recitato, Bob Hoskins è stato doppiato da:
- Michele Gammino in Chi ha incastrato Roger Rabbit, Un fantasma per amico, Prova schiacciante, Hook - Capitan Uncino, Ghiaccio blu, Super Mario Bros., Rainbow - Il mondo segreto dei colori, Gli intrighi del potere - Nixon, Danny the Dog, Doomsday - Il giorno del giudizio
- Giorgio Lopez in Sweet Liberty - La dolce indipendenza, La cugina Bette, Don Chisciotte, La fiera della vanità, Stay - Nel labirinto della mente, We Want Sex, Will, Neverland - La vera storia di Peter Pan
- Luigi Montini in Cotton Club, La segreta passione di Judith Hearne, Sirene
- Carlo Reali in White River Kid, Michael, Biancaneve e il cacciatore
- Ennio Coltorti in Noriega, Il nemico alle porte, Hollywoodland
- Angelo Nicotra in Quel lungo venerdì santo, Mona Lisa
- Pino Colizzi in Una preghiera per morire, Il proiezionista
- Bruno Alessandro in L'ultimo bicchiere, Lady Henderson presenta
- Paolo Lombardi ne Il pornografo
- Rodolfo Traversa in Othello
- Renato Mori ne Il console onorario
- Ermanno Ribaudo in Lassiter lo scassinatore
- Elia Iezzi in Cinemania
- Raffaele Uzzi in Brazil
- Gianni Musy in Io e il Duce
- Mario Valgoi in L'agente segreto
- Stefano De Sando in Ventiquattrosette
- Ugo Pagliai ne Il viaggio di Felicia
- Manlio De Angelis in Un amore a 5 stelle
- Vittorio Di Prima in Piccolo dizionario amoroso
- Rodolfo Bianchi in Sotto massima copertura - Den of Lions
- Antonio Guidi ne Il papa buono
- Diego Reggente in Beyond the Sea
- Massimo Corvo in The Mask 2
- Dario Oppido in Outlaw
- Augusto Di Bono in Go Go Tales
- Massimo Ghini in Pinocchio
- Dario Oppido in Il pornografo (scene ridoppiate)

Da doppiatore è stato sostituito da:
- Giorgio Lopez in Balto
- Fabrizio Temperini in Teddy & Annie - I giocattoli dimenticati (film)
- Dante Biagioni in Teddy & Annie (serie TV)
- Ennio Coltorti in Garfield 2
- Dario Penne in A Christmas Carol[23] (Joe)
- Roberto Stocchi in A Christmas Carol[23] (Fezziwig)